# Philygria nigricauda
Philygria nigricauda är en tvåvingeart som först beskrevs av Christian Stenhammar 1844.  Philygria nigricauda ingår i släktet Philygria och familjen vattenflugor. Arten är reproducerande i Sverige. Inga underarter finns listade i Catalogue of Life.